# Inchiesta (periodico)
Inchiesta è una rivista trimestrale italiana, fondata e diretta ininterrottamente dal sociologo professor Vittorio Capecchi dell'Università di Bologna ed è pubblicata fin dal suo primo numero (gennaio 1971)  dalle Edizioni Dedalo.
La linea editoriale ha sempre avuto come assi portanti le discipline di economia e sociologia ma è sempre stata aperta anche ai temi relativi alla pedagogia, psicologia e psichiatria presentando inchieste in tutte le regioni d'Italia.
Nel 1973, quando Claudio Sabattini era segretario della FLM di Bologna, e Adele Pesce (1941 - 2010) (dirigente della FIOM) divenne la coordinatrice regionale della formazione degli adulti nelle cosiddette “150 ore”, la rivista scelse come punto di riferimento politico e sociale la Federazione lavoratori metalmeccanici.
Il tema della formazione gratuita dei lavoratori per un totale 150 ore, conquistata con le lotte del contratto metalmeccanici del 19 aprile 1973 da Bruno Trentin, Pierre Carniti e Giorgio Benvenuto, fu un evento sociale, politico e culturale di portata epocale  e la rivista ebbe un ruolo importante nella fase di diffusione dell'iniziativa.
Negli anni Settanta Inchiesta ebbe tirature medie di circa 60000 copie e raggiunse le 80000 copie nel 1974 proprio con il numero monografico su “Economia 150 ore”.
Dal 2008 la rivista ha anche un'edizione online.

## Alcuni collaboratori
Hanno collaborato con la rivista molti intellettuali, tra i quali:
- il filosofo delle religioni Mario Miegge professore all'Università degli Studi di Ferrara[6]
- il medico Giulio Alfredo Maccacaro e altri colleghi del suo gruppo di lavoro;
- lo psichiatra Giovanni Jervis e sua moglie Letezia Comba (*-2000) ,  docente di Psicologia all'Università degli Studi di Urbino Carlo Bo. Entrambi avevano lavorato con Franco Basaglia;
- lo psicologo del lavoro Renato Rozzi, docente all'Università degli Studi di Trento;
- lo storico Giorgio Rochat;
- il redattore della Einaudi ed ex ingegnere dell'Eni Francesco Ciafaloni[7];
- il sociologo Enrico Pugliese
- il sociologo Giovanni Mottura dell'Università degli Studi di Modena e Reggio Emilia;
- la sociologa e politica Laura Balbo;
- la sociologa Giuliana Chiaretti dell'Università Ca' Foscari Venezia,
- il sociologo Mario Gattullo dell'Università di Bologna;
- l'economista Tullio Aymone (1931-2002) dell'Università di Modena;[8]
- l'economista Sebastiano Brusco dell'Università di Modena[9]
- i pedagogisti Antonio Faeti e Antonio Genovese, docenti dell'Università di Bologna;